# Кирха Куменена
Кирха Куменена (нем. Kirche Kumehnen) — памятник кирпичной готики, расположенный в посёлке Кумачёво в Калининградской области.

## История

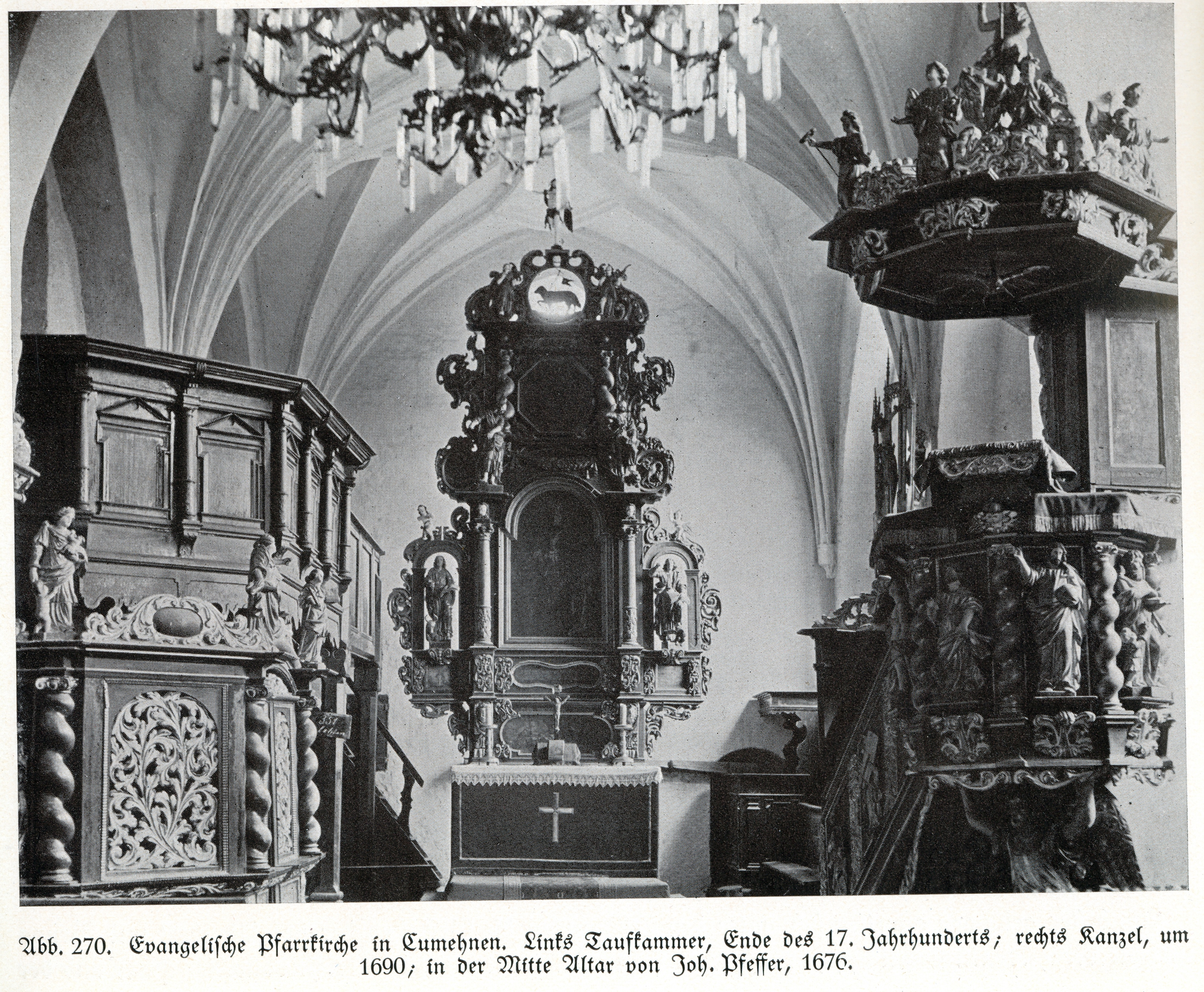
Вид на алтарь (до 1930)

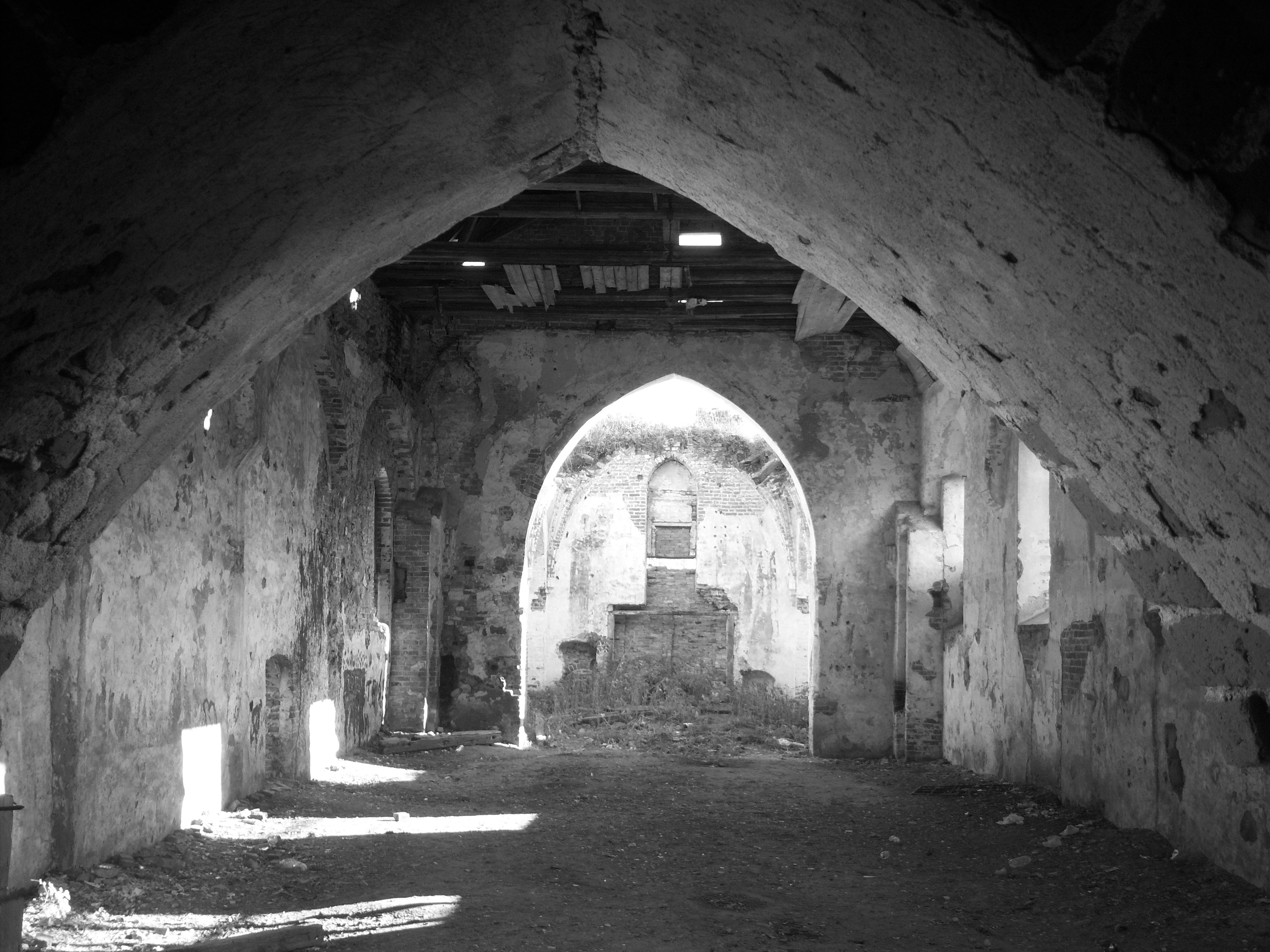
То же место в 2011 году

Кирха была построена в конце XIV века в то время, когда епископом Земландским был Генрих II Куваль. Постройка северной части нефа датируется 1390 годом. Узкий прямоугольный хор, вероятно, существовал ещё раньше (как капелла) и поэтому является самой старой частью кирхи. Ризница с цилиндрическим сводом была построена в XV веке. Северная стена кирхи не имеет окон, южный фасад и стены алтаря разделены рядом бленд.
Основание башни вместе с нефом выполнено из камня. В конце XV века башню надстроили на один этаж (из кирпича).
Неф, первоначально состоявший из пяти пролётов (травей), был перекрыт плоским деревянным потолком ― после того, как в 1640 году обрушился звёздчатый свод. В рамках строительных работ в 1643 году к северной стене кирхи были пристроены эмпоры. В 1703—1704 годах деревянный потолок был расписан изображениями на библейские темы.
Интерьер церкви содержал ценные средневековые предметы, такие как гранитная купель времён Тевтонского ордена, резные готические скамьи и богато украшенные резьбой двери.
Алтарь был спроектирован кёнигсбергским скульптором Иоганнесом Пфеффером в 1676 году и украшен колоннами и кнорпельверками.  Кафедра и деревянный баптистерий также были построены в конце XVII века. Орган, изготовленный Максом Терлецким, был установлен в кирхе в 1884 году. Два из трёх колоколов церкви были отлиты в Кёнигсберге примерно в середине XVIII века, а третий, самый старый ― ещё во время существования Тевтонского ордена.
В 1925 году в приходе Куменен насчитывалось 2328 прихожан; этому приходу принадлежало более двадцати деревень. Метрические книги из Куменена сегодня хранятся в Центральном архиве в Кройцберге.
Несмотря на ожесточённые бои за близлежащий Гальтгарбен, церковь во время Второй мировой войны оставалась почти не повреждённой. В 1945 году в результате артиллерийского обстрела пострадала башня кирхи. В 1989 году обрушились западная стена и крыша хора.

## Пасторы
Ниже представлен хронологический список пасторов со времён Реформации до 1945 года: 
| - Неизвестно - Николаус Ягентейфель, 1552 - Михаэль Мёллер, с 1553 - Михаэль Бер, до 1564 - Иоганн Гебхард, 1564–1602 - Н. Бергер, 1602 - Иеронимус Мёрлин, 1602–1620 - Георг Мартини, 1620–1626 - Николаус Кудерус, 1626–1656 - Иоахим Зеттегаст, 1656–1665 - Генрих Зеттегаст, 1665–1687 - Готфрид Вилламовиус, 1687–1726 | - Иоганн Кристиан Мараун, 1726–1747 - Иоганн Готфрид Киршкопф, 1747–1748 - Михаэль Теодор Нагель, 1748–1780 - Иоганн Кристиан Эммерих, 1780–1782 - Кёлестин Каспер Рихтер, 1782–1815 - Карл Сигизмунд Кеппер, 1815–1820 - Готфрид Лаудин, 1820–1824 - Ганс Карл Эдуард Ребель, 1825–1843 - Карл Фридрих Э. Ландман, 1844–1871 - Карл Эдуард Ладе, 1871–1911 - Альфред Петцель, 1911–1938 - Герберт Кноблаух, 1938–1945 |